# Visual Basic for Applications
Visual Basic for Applications (VBA) er et Microsoft programmerings- og macrosprog udviklet på grundlag af Visual Basic-sproget.
VBA anvendes formodentlig mest af almindelige brugere i Microsofts office-programmer, eksempelvis Word, Excel, PowerPoint og Access, og giver hermed brugerne mulighed for at tilrette og udvikle aktuelle programmers funktioner.
| Programmering | Spire Denne artikel om datalogi eller et datalogi-relateret emne er en spire som bør udbygges. Du er velkommen til at hjælpe Wikipedia ved at udvide den. |